# Taylor Wane
Joanna DuTremble (Gateshead, Tyne y Wear; 27 de agosto de 1968), más conocida como Taylor Wane, es una actriz pornográfica, directora de cine para adultos y modelo inglesa retirada. Wane fue la Pet of the Month de la revista Penthouse en junio de 1994. Fue incluida en el Salón de la Fama de AVN en 2005, y en el Salón de la Fama de XRCO en 2014.

## Biografía
Wane desde niña tuvo la aspiración de llegar a ser una maestra de escuela. Con el ánimo de su madre, ella entró en un concurso de modelado mientras estuvo en un colegio de secretarias; ella ganó, y la inspiró a emprender una carrera como modelo. Ella dirige actualmente su propia productora, Taylor Wane Entertainment.

## Carrera profesional

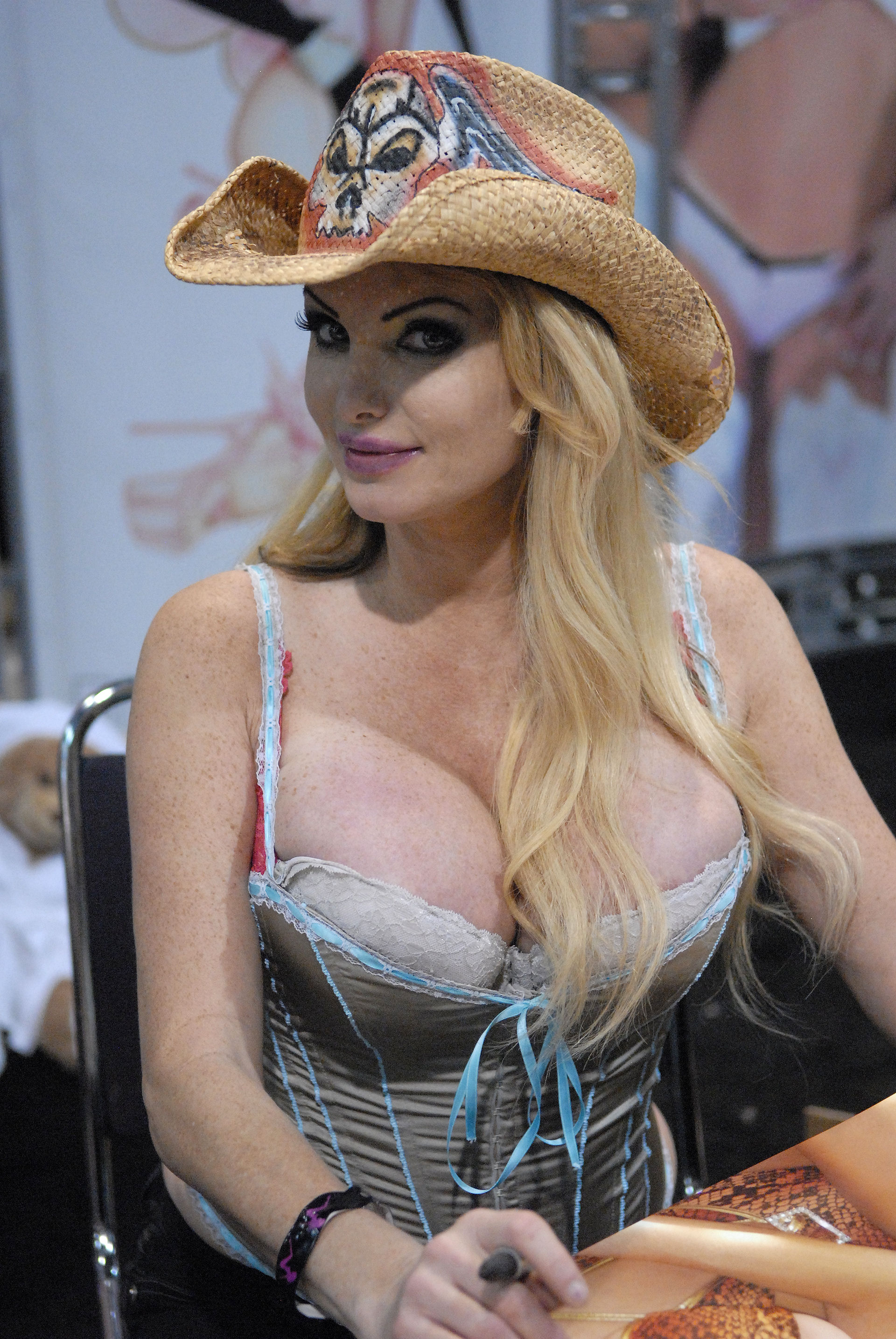
Estrella porno Taylor Wane en 2009.

En su carrera pornográfica es conocida por sus grandes senos, y por su apetito sexual. Wane llegó a ser modelo y empezó aparecer en revistas adultas en 1989. Ella fue en junio de 1994 Penthouse Pet en Penthouse y también aparecido en la versión del Reino Unido de la revista.
Durante cinco años, ella fue columnista residente para la revista Swank. Wane ha escrito también para la revista LIPS y Erotic Film Guide. Ella ahora escribe 4 páginas al mes como Redactor Celebridad de la revista Busty Beauties especializada en modelos de la categoría Big boobs. Ella ha escrito artículos u otorgado entrevistas que se han publicado en tabloides ingleses y revistas para mujeres tales como The Independent, The Daily Sport, Best, The Sun, Daily Star y News of the World.

### Televisión
Además de trabajar en películas eróticas, Wane ha aparecido en varias series de la televisión, varios de éstas son los noticieros o programa de entrevistas. Estas apariencias incluyen  60 Minutos, El Show de Jerry Springer, 48 Horas y Jenny Jones. Más recientemente, en el E channel- Dr 90210, The Style Network- Style Court, G4 - Unscrewed and Attack of The Show, HBO- Mind Of The Married Man, E Channel- Howard Stern, A & E Biography- Gene Simmons, Aaron Spelling- Odd Jobs Pilote, E Channel- Sex on the Riviera, A & E INKED, A & E Celebrity Travel con Gene Simmons y A & E Family Jewels además en promo del programa del MTV's Award con Samuel L. Jackson.
Ella logró lo que muy pocas actrices de su ramo consiguen, formar parte del elenco principal de un programa de televisión llamado Cyber-Kidz que es transmitido alrededor del mundo. Como si aparecer en los créditos de un show de televisión no fuera suficientemente difícil para una retirada estrella porno, Cyber-Kidz ¡es un programa para niños! y actúa con el papel estelar.

### Otras apariciones
Wane ha aparecido también en videos musicales para artistas tales como Danzig en Sastinas, Game Related en Soak Game, y con Gene Simmons en Firestarter. Adicionalmente, ha aparecido en la portada de un álbum del grupo The Nobodys; el álbum también contiene una canción (llamada "Perfect") que la banda escribió acerca de ella además de participar en el video de la canción. En el 2003 ella apareció como una bailarina en tour de Kid Rock "American Bad Ass". También ha tenido participación en la radio como presentadora del programa The British Are Cumming en Ksex Radio desde el 2005, WWGE- AM 1400 con the Greaseman, en programas con Howard Stern y Howard Brown, en la Playboy Radio en varias ocasiones entre otros.